# Xylophanes media
Espèce
Xylophanes media est une espèce de lépidoptères de la famille des Sphingidae, de la sous-famille des Macroglossinae, tribu des Macroglossini, sous-tribu des Choerocampina, et du genre Xylophanes.

## Description
- L'espèce est semblable à Xylophanes ceratomioides, mais la marge extérieure de l'aile antérieure est moins arrondie et très légèrement ondulée. Les lignes dorsales les plus externes de l'abdomen sont divergentes sur chaque tergite postérieur. Le motif de face dorsale de l'aile antérieure est également similaire à Xylophanes ceratomioides, mais tous les éléments sont plus diffus. La costa fait défaut de même que les taches noires subapicales et apicales. En général la ligne ante-médiane distale et se rencontrent ligne postéro-médiane basal au niveau du bord interne de la face dorsale de l'aile antérieure. Le groupe post-médian n'est pas clairement développé. Il y a une zone brun pâle sur la marge extérieure de la bande post-médiane. Sur la face ventrale de l'aile postérieur Le sub-basal et des bandes médianes sont gris pâle et les bords de la bande médiane sont particulièrement diffus.

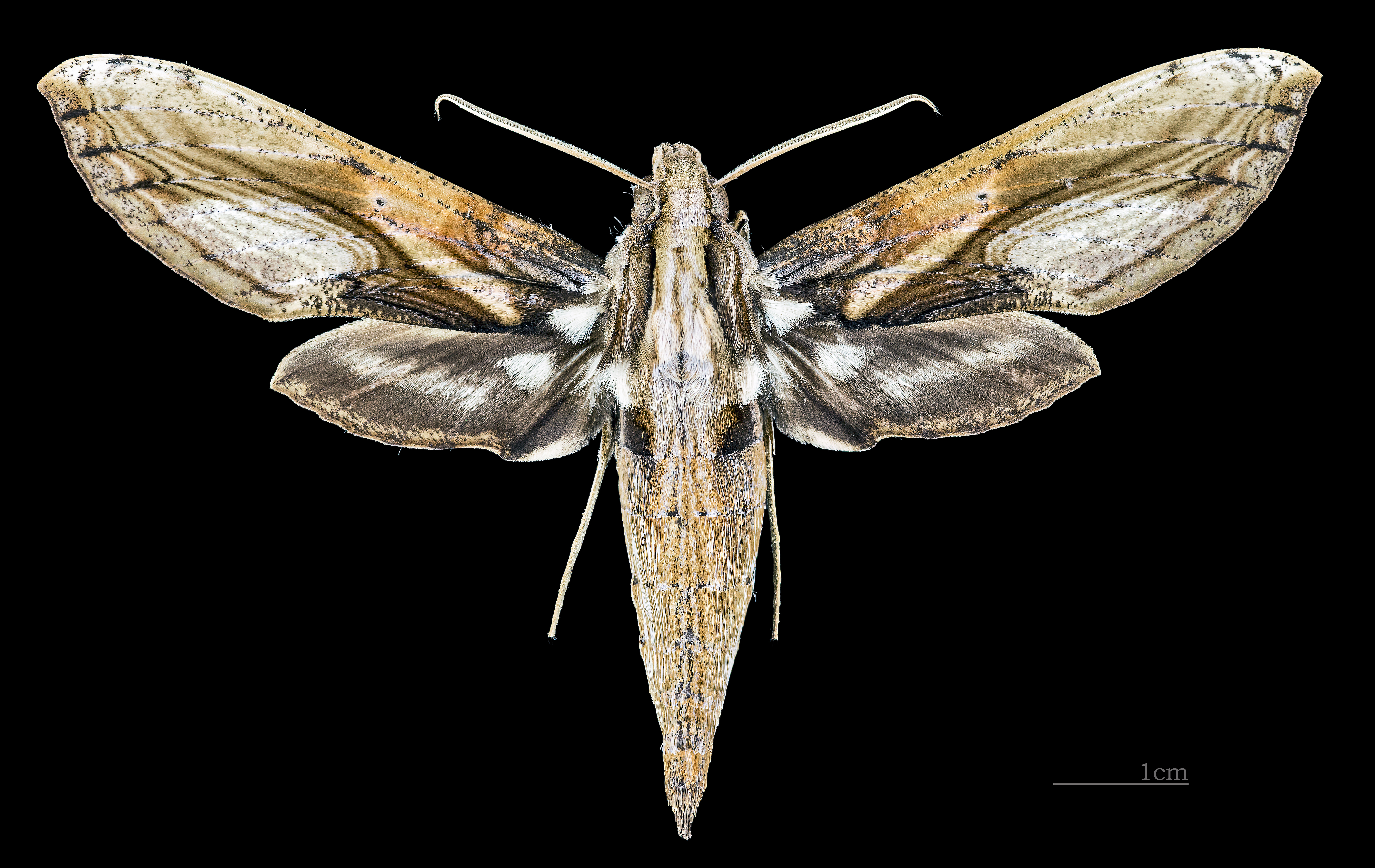
Face dorsale du mâle (coll.MHNT)
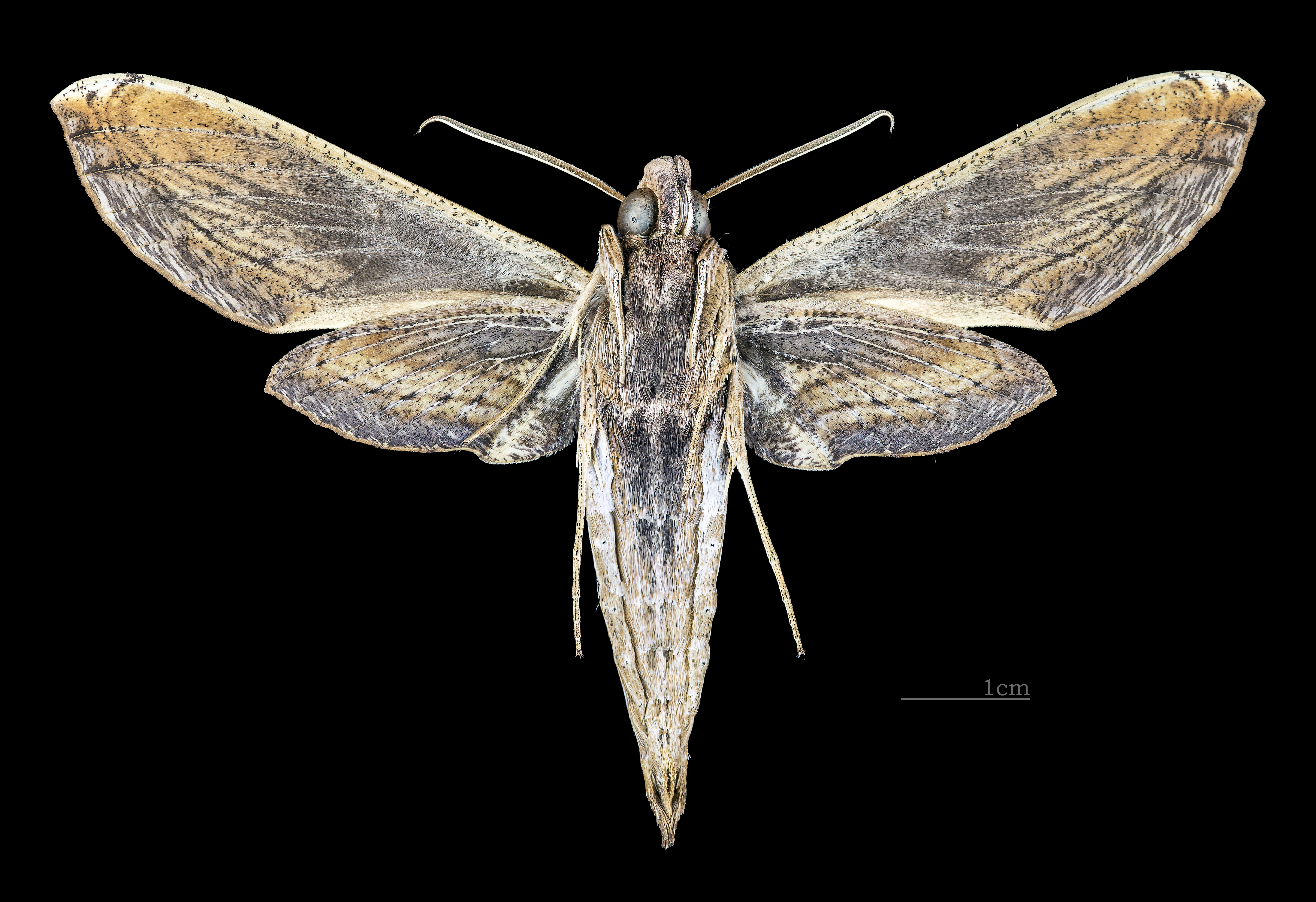
Face ventrale du mâle (coll.MHNT)
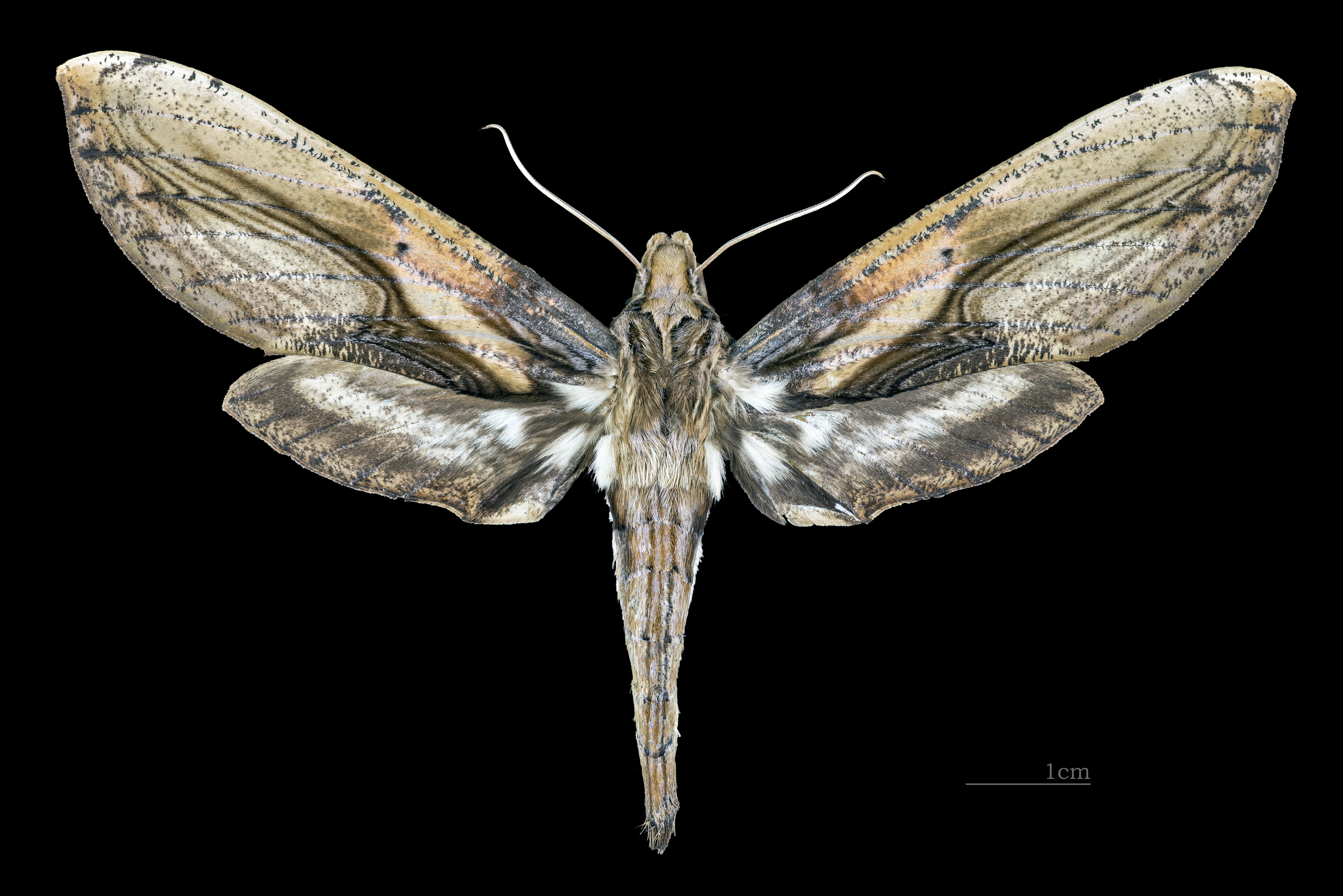
Face dorsale de la femelle (coll.MHNT)
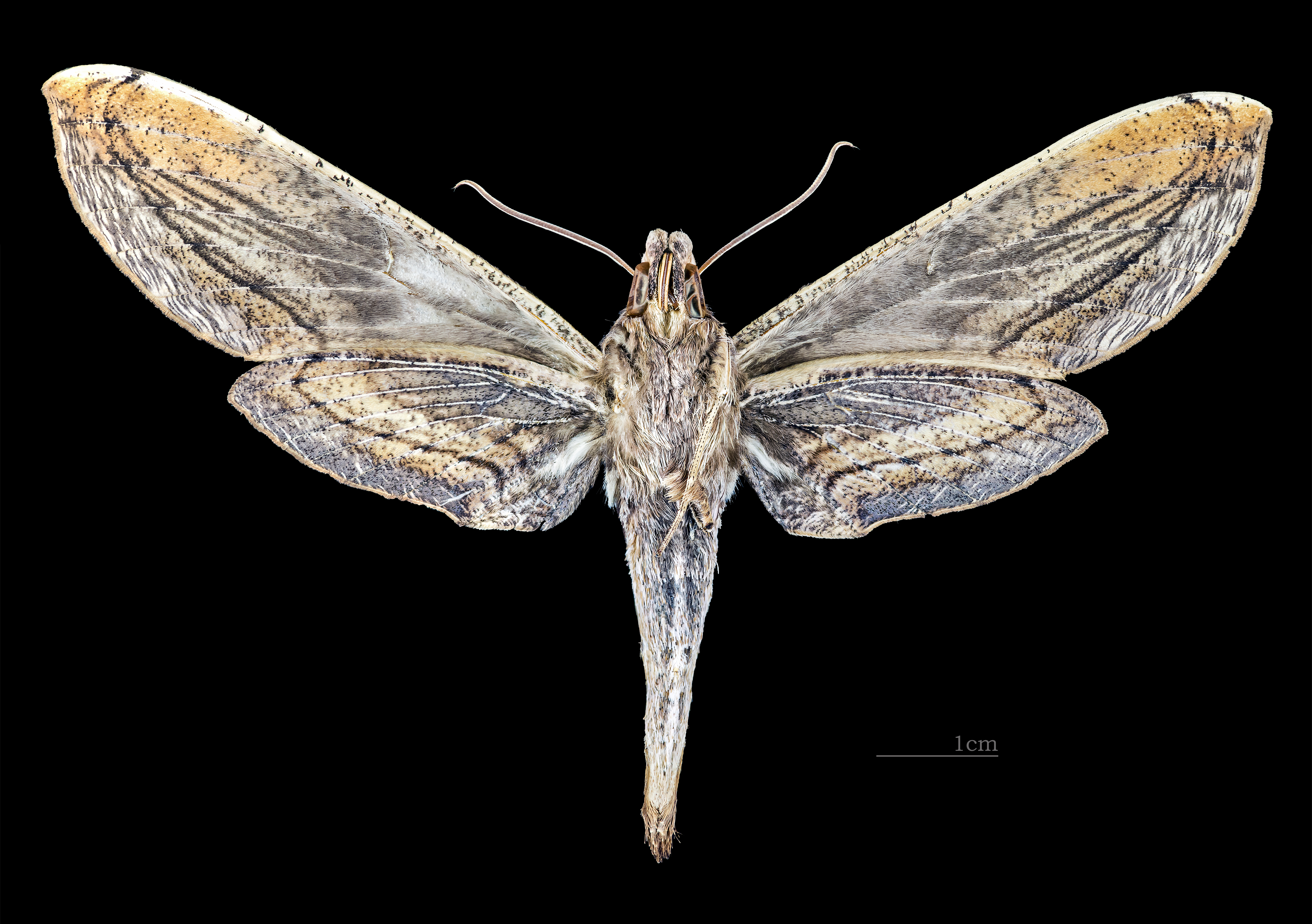
Face ventrale de la femelle (coll.MHNT)

## Biologie
- Les adultes volent toute l'année.
- Les larves se nourrissent sur les espèces de Rubiacées et de Malvaceae .

## Réparation et habitat
Répartition 
L'espèce est présente en Colombie, au Pérou, au Venezuela et en Bolivie.

## Systématique
L'espèce Xylophanes media a été décrite par les entomologistes Lionel Walter Rothschild et Karl Jordan en 1906.